# Javier González (gwatemalski piłkarz)
Javier Alberto González del Águila (ur. 27 kwietnia 1998 w Quetzaltenango) – gwatemalski piłkarz występujący na pozycji prawego obrońcy, reprezentant Gwatemali, od 2018 roku zawodnik Xelajú MC.